# مانیفست فلسفی مکتب تاریخی حقوق
مانیفست فلسفی مکتب تاریخی حقوق (انگلیسی: The Philosophical Manifesto of the Historical School of Law) دست نوشته‌ای اثر فیلسوف آلمانی کارل مارکس است که در سال ۱۸۴۲ نوشته شده‌است. این اثر برای اولین بار به صورت ضمیمه شماره ۲۲۱ نشریه راینیشه زایتونگ در ۹ اوت ۱۸۴۲ منتشر شد. بخشی مربوط به ازدواج در این دست نوشته وجود داشت که به دلیل سانسور حذف شد. متن کامل مقاله برای اولین بار در سال ۱۹۲۷ در مجموعه آثار مارکس و انگلس منتشر شد.